# 古宮神社
古宮神社（こみやじんじゃ）は、埼玉県熊谷市池上にある神社。岩倉社、岩倉大明神とも称した。1958年（昭和33年）に熊谷市指定無形民俗文化財に指定された池上獅子舞が伝承されている。

## 歴史
創祀（起源）は詳らかでなく、当初社殿を要さない祭祀形態(磐座祭祀)と伝えられる。1164年（長寛2年）1月に社殿建立。池上村の鎮守、岩倉社と称した。成田氏族の池上藤兵衛が当地に居住して、池上郷総鎮守として深く崇敬した。1445年 （文安2年）、相殿に少彦名命、武甕槌命を祀り、拝殿を建立した。江戸期には、当社の信仰は江戸市中まで広まった様子で、1795年（寛政7年）9月には当所の村田辰右衛門と江戸浅草三筋町の夏目大八とで、社前の敷石50枚を奉納している。1855年（安政2年）2月、神祇管領より「武蔵国埼玉郡池上村古宮神社・岩倉大明神」と記した幣帛を調進された。

## 祭神
- 石凝姥命（いしこりどめのみこと）
  - 石凝姥命は別名イシコリトベと呼ばれ、鋳物の神・金属加工の神とされている。社伝によれば、日前神宮・國懸神宮（和歌山県和歌山市）より勧請した。
- 少彦名命（すくなひこなのみこと）
- 武甕槌命（たけみかづちのみこと）

## 年中行事・祭事
- 1月1日  歳旦祭  新年特別祈願祭  獅子舞奉納
- 2月3日  節分祭  厄除祈願祭
- 4月18日  春祭
- 5月5日  疫神祭  獅子舞巡行
- 8月28日  神幸祭(宵宮)
- 8月29日  例祭  獅子舞奉納
- 11月23日  新嘗祭（新穀感謝祭）

## 獅子舞
文安年中（1444年頃）神主茂木大膳が京都石清水八幡宮の奉納獅子を拝観し感ずるところがあり、これを習得して氏子に伝えたという。
疫神祭では、午前8時からの祭典の後、神職・総代、これに各廓（村組）から選ばれた子供たちが、獅子頭を着けて行列を作り、五色の幣を配りながら各家を巡り、村境に至って疫神除けの神札を付けた竹を立てる。これが済むと、一同が後ろを振り返らずに神社に帰り行事を終える。
例祭では、8月28日午前8時の神幸祭の祭典の後、獅子舞の一行を従えた神輿が村を回る。途中、檀那寺の梅岩院で獅子舞があり、当社に戻って「門がかり」「橋がかり」など数庭の獅子舞が奉納される。
現在、獅子舞は保存会が結成されていて後継者育成に当たっている。

## 現地情報
所在地
- 埼玉県熊谷市池上606

交通アクセス
- 最寄駅：JR高崎線熊谷駅下車、国際十王交通バス「犬塚」行15分、「下川上」下車徒歩10分。
- 最寄駅：JR高崎線行田駅下車後、車約15分。